# موشه
موشه (به اسپانیایی: Moeche) یک دهستان اسپانیا است که در Ferrol واقع شده‌است.

## خصوصیات
موشه ۴۸٫۵۰ کیلومترمربع مساحت و ۱٬۴۱۶ نفر جمعیت دارد.